# Braxton Bragg
Braxton Bragg (22 de março de 1817 – 27 de setembro de 1876), foi um oficial militar americano, que serviu como general do Exército Confederado, durante a Guerra de Secessão, atuando no teatro ocidental.
Ele foi um dos mais importantes líderes confederados durante a guerra, atuando no comando do Exército do Mississipi, mais tarde renomeado como Exército do Tennesse, de junho de 1862 até dezembro de 1863. Antes de fazer parte da força confederada, Bragg serviu aos Exército dos EUA, sendo oficial na Segunda Guerra Seminole e na Guerra Mexicano-Americana.

## Infância e educação
Braxton Bragg nasceu em Warrenton, Carolina do Norte, filho de Thomas e Margaret Crosland Bragg, tendo seis irmãos. Um de seus irmãos mais velho, Thomas Bragg, foi procurador-geral do Estado Confederado. Bragg ingressou aos 16 anos na Academia Militar dos Estados Unidos, em West Point, Nova Iorque, sua classe incluía vários outros futuros generais da guerra civil, entre eles, Joseph Hooker, John C. Pemberton, Jubal A. Early, John Sedgwick e William H.T. Walker. Bragg se formou em 1837, em quinto lugar em uma classe com 50 cadetes, ganhando a patente de tenente do 3° batalhão de artilharia.

## Serviço Militar

### Início da carreira
Bragg serviu na Segunda Guerra Seminole na Flórida, guerra essa travada contra os nativo americanos que se recusavam a seguir as ordens federais, decretadas no ato de remoção, assinado pelo presidente Andrew Jackson. Bragg serviu no 3° batalhão de artilharia durante a guerra ao lado de futuros generais da Guerra de Secessão, George H. Thomas, John F. Reynolds  e William T. Sherman, esse último que Bragg considerava como um amigo íntimo.
Depois dos serviços prestados no sul, Bragg e sua artilharia foram enviados em 1 de março de 1945 ao oeste, para lutar na Guerra Mexicano-Americana, defendendo o Texas da invasão mexicana. Nessa guerra Bragg conseguiria destaque ganhando uma promoção à capitão por seu bravo trabalho na Batalha de Fort Brown, em maio de 1846, continuando a subir na hierarquia durante a guerra, chegando ao posto de tenente-coronel após a Batalha de Buena Vista. Foi durante essa guerra que Bragg conheceu Jefferson Davis, futuro secretário de guerra e presidente dos Estados Confederados. Bragg desenvolveu uma grande admiração e respeito por Davis.

## Guerra Civil
Antes do início da Guerra Civil, Bragg era coronel da milícia da Louisiana, em dezembro de 1860, em meio as tensões pré-guerra, foi o encarregado pelo estado a organizar um exército de 5 000 homens já antevendo o derradeiro futuro que viria pela frente, mesmo se opondo a ideia da secessão ele assumiu a tarefa se unindo posteriormente ao Exército Confederado.
Originalmente Bragg começou participando dos confrontos no teatro oriental, porém seria transferido posteriormente ao lado oeste da batalha para auxiliar as tropas confederadas no teatro ocidental, onde em menor número e com menos acesso a armamentos e provisões vinham perdendo terreno rapidamente, sendo que aquela área era estratégica para os planos de guerra confederado, já que servia grande parte dos suprimentos que o exército consumia.

### Batalha de Shiloh
Bragg chegou ao oeste para auxiliar as tropas do general Albert S. Johnston, que era o comandante maior das operações, e do general P. G. T. Beauregard. Em 6 e 7 de abril as tropas confederadas invadiram o acampamento da união no Mississipi, inicialmente os sulistas levaram vantagem no confronto, porém no segundo dia de batalha, chegariam novos reforços da união, sob o comando do general Don Carlos Buell, que virariam a balança para o lado das tropas federais, tendo como desfecho uma vitória importantíssima dos nortistas. Nessa batalha o general Albert Johnston perderia a vida, e Bragg se tornaria o comandante confederado no teatro ocidental após Beauregard perder seu posto, que seria retirado por Davis por causa da má condução do general nos eventos seguintes a batalha.

### Batalha de Perryville
Em 8 de outubro de 1862 as tropas da confederação encontraram as tropas da união em Kentucky, na Batalha de Perryville, os exércitos sulistas contavam além das tropas de Bragg, com tropas do major-general Leonidas Polk, as tropas da união estavam sob o comando do general Don Carlos Buell, os ataques que se iniciaram na manhã daquele dia começariam de uma boa forma para os exércitos confederados, porém terminariam sem a conquista do objetivo final. As tropas da união conseguiriam manter a sua posição e não perderiam mais o controle sobre a região até o fim da guerra.

### Batalha de Stones River
Bragg renomeou suas tropas como Exército do Tennessee em 20 de novembro de 1862, no dia 24 do mesmo mês Don Carlos Buell é substituído do comando das tropas da união pelo general William S. Rosecrans, que imediatamente muda o nome de seu exército para Exército de Cumberland. No fim de dezembro Rosecrans avança seus homens para Nashville entre a posição das tropas de Bragg e a cidade de Murfreesboro.
Antes que a união pudesse atacar, Bragg lançou um ataque surpresa contra o flanco direito das tropas de Rosecrans, tendo sucesso inicialmente, conseguindo empurrar as defesas da união para trás, porém não destruindo o inimigo, nem conseguindo quebrar sua linha de suprimentos, o primeiro dia foi relativamente bom para os exércitos confederados, no segundo dia de batalha, Bragg ordena ao major-general John C. Breckinridge que ataquem o flanco esquerdo do ponto de defesa da união, porém as tropas federais se defenderiam muito bem da investida e os confederados não conseguiriam obter avanços.
Após a chegada de suprimentos e reforços para as tropas do general Rosecrans, Bragg admitiu seu fracasso na investida, retirando seu exército do campo de batalha temendo um contra-ataque, e recuando até Tullahoma, Tennessee, aonde fixou sua posição.

### Batalha de Chickamauga
Após se consolidar em Tullahooma, Bragg começou a sofrer com problemas de insubordinação em suas tropas, enquanto isso Rosecrans passou seis meses treinando e reforçando seus exércitos, iniciando uma nova movimentação em junho de 1863, pegando Bragg de surpresa, que demoraria em traçar uma estratégia e sofreria além de tudo com a má vontade de seus homens. Isso fez com que Bragg se visse forçado a abandonar Tullahooma e recuar ainda mais até o outro lado do rio Tennessee.
Rosecrans continuou sua campanha atravessando o rio Tennessee e dominando Chattanooga, continuando a mover seu exército em perseguição as tropas de Bragg que iam em direção ao norte da Geórgia. Finalmente em 19 e 20 de setembro de 1863, obtendo reforços de duas divisões do Mississippi, uma divisão do Tennessee, e outras duas sob o comando do general James Longstreet do Exército da Virgínia do Norte, de Robert E. Lee, novamente os confederados conseguiram bater de frente com as tropas de Rosecrans, conseguindo derrotar seus exércitos na Batalha de Chickamauga, essa que seria a maior vitória confederada no teatro ocidental, porém as tropas de Rosecrans não seriam completamente liquidadas conseguindo recuar com a ajuda das tropas do general George H. Thomas.
Após a batalha o Exército de Cumberland de Rosecrans recuou até Chattanooga fixando ali sua posição, enquanto as tropas confederadas avançaram sitiando a cidade. Bragg resolveu esperar por mais tempo antes de atacar, o que causou uma grande discórdia entre os oficiais de alto escalão que estavam envolvidos na operação, o general Leonidas Polk era um dos muitos que queria aproveitar o recuo das tropas de Rosecrans, e continuar a ofensiva até destruir seu exército de vez. A discórdia culminaria com a dispensa de muitos homens da força confederada, entre eles o próprio Polk, os dissidentes escreveram então uma petição e enviaram até o presidente Jefferson Davis, que relutantemente viajou pessoalmente até a parte ocidental para tentar amenizar a situação, contudo Davis decidiu manter Bragg no comando do exército em Chattanooga.

### Batalha por Chattanooga
Os exércitos de Bragg estavam enfraquecidos com os eventos pregressos, principalmente com o despacho da tropa de Longstreet para Knoxville, as tropas da união baseadas em Chattanooga receberam um novo comandante, o major-general Ulysses S. Grant e significativos reforços vindos do Mississippi e da Virgínia. As batalhas por Chattanooga foram as últimas de Bragg no comando de seu exército, suas derrotas empurraram seus exércitos para Dalton, na Geórgia, Bragg ofereceu seu cargo em 29 de novembro sendo substituído em 2 de dezembro por Joseph E. Johnston que comandaria o exército confederado nas campanhas de Atlanta em 1864, enfrentando naquela ocasião as tropas de William T. Sherman.

### Assessor do Presidente
Em fevereiro de 1864, Bragg foi até Richmond para conversar com o presidente Davis, que o colocou no cargo de conselheiro militar. Bragg usou suas habilidades organizacionais para reduzir a corrupção e melhorar o sistema de suprimentos. Ele assumiu a responsabilidade pela administração do sistema prisional militar e de seus hospitais. Ele reformulou o processo de conscrição da Confederação, simplificando a cadeia de comando e reduzindo as vias de apelação dos recrutas.
Em maio, enquanto Lee estava ocupado lutando contra a Campanha Overland de Ulysses S. Grant na Virgínia, Bragg concentrou-se na defesa de áreas ao sul e oeste de Richmond. Ele convenceu Jefferson Davis a nomear P.G.T. Beauregard para um papel importante na defesa de Richmond e Petersburgo. Enquanto isso, Davis estava preocupado com o fato de Joseph Johnston, sucessor de Bragg no Exército do Tennessee, estar se defendendo timidamente demais contra as investidas de Sherman.
O presidente confederado então enviou Bragg, para renomear um novo comandante para as tropas em Atlanta, o tenente-general John Bell Hood, foi escolhido por Bragg para assumir o posto.

### Operações na Carolina do Norte
Em outubro de 1864, o presidente Jefferson Davis enviou Bragg para assumir o comando temporário das defesas confederadas em Wilmington, Carolina do Norte. Sendo que sua responsabilidade logo aumentou após Robert E. Lee recomendar que fossem incluídos ao seu poder os departamentos da Carolina do Norte e da Virginia do Sul.   
Em novembro, com a marcha para o mar de William T. Sherman, Davis enviou Bragg para defender Augusta, na Geórgia, e depois Savannah, na Geórgia, Charleston, na Carolina do Sul, e em janeiro de 1865, as defesas de Wilmington novamente. Os confederados conseguiram repelir com sucesso a primeira tentativa da união de capturar Fort Fisher, que mantinha a linha de suprimento marítimo de Wilmington. No entanto, quando a união retornou em janeiro, o desempenho de Bragg na Segunda Batalha de Fort Fisher foi ruim. Ele pensava que o primeiro cerco fracassado significava que o forte era intransponível, quando na verdade o mau tempo tinha desempenhado um papel importante para atrapalhar os exércitos da união no primeiro ataque. Assim, ele não foi ao socorro do forte em tempo hábil após o ataque pela segunda vez. Os confederados foram forçados a evacuar Wilmington, seu último porto marítimo remanescente na costa atlântica, perdendo sua rota de suprimentos.
O fracasso fez a carreira de Bragg desmoronar. Para seu desgosto, Joseph E. Johnston retornou ao serviço para comandar o remanescente Exército do Tennessee e outras forças que se defendiam contra Sherman na Carolina do Norte. Na mesma época, Bragg perdeu sua posição como conselheiro militar de Davis quando Robert E. Lee foi promovido a general de todos os exércitos confederados em fevereiro, e John C. Breckinridge, que odiava Bragg desde o desastre em Perryville , foi nomeado secretário da guerra. Davis percebeu o desconforto de Bragg e discutiu transferi-lo para comandar o Departamento Trans-Mississippi, substituindo Edmund Kirby Smith, mas os políticos daquela região se opuseram fortemente. Bragg tornou-se, na verdade, um comandante de tropa (embora seu comando fosse menos do que uma divisão em tamanho) sob Johnston pelo restante da campanha nas carolinas. Seus homens conseguiram uma pequena vitória na Segunda Batalha de Kinston, de 7 a 10 de março, e lutaram sem sucesso na Batalha de Bentonville, de 19 a 21 de março. Após a queda de Richmond em 2 de abril, Jefferson Davis e os remanescentes do governo confederado fugiram para o sudoeste. Ele participou da reunião final do gabinete e ajudou a convencer Davis de que a causa estava perdida.

## Vida Pós-Guerra e Morte
Bragg e sua esposa Eliza, perderam sua fazenda em Thibodaux em 1862, quando foi confiscada pelas forças federais. O casal foi morar com seu irmão, dono de uma plantação em Lowndesboro, Alabama, mas eles acharam intolerável a vida de reclusão. Em 1867, Bragg se tornou o superintendente do sistema hidráulico de Nova Orleans, mas logo foi substituído por um ex-escravo quando os reconstrucionistas chegaram ao poder. No final de 1869, Jefferson Davis ofereceu a Bragg um emprego como agente da Carolina Life Insurance Company. Ele trabalhou lá por quatro meses antes de ficar insatisfeito com a profissão e com os baixos salários. Ele considerou, mas rejeitou uma posição no Exército Egípcio. Em agosto de 1871, ele foi contratado pela cidade de Mobile, Alabama, para melhorar o rio, o porto e a baía, saindo depois de brigar com uma "combinação de capitalistas". Mudando-se para o Texas, ele foi nomeado engenheiro-chefe da ferrovia do Golfo, Colorado e Santa Fé em julho de 1874, mas dentro de um ano as divergências com o conselho de administração sobre sua remuneração o fizeram renunciar. Ele permaneceu no Texas como inspetor de ferrovias.
Em 27 de setembro de 1876, aos 59 anos, Bragg estava andando por uma rua com um amigo em Galveston, Texas, quando de repente caiu inconsciente. Arrastado para uma farmácia, ele morreu dentro de 10 a 15 minutos. Um inquérito determinou que sua morte foi possivelmente induzida por alguma doença cardíaca. Ele está enterrado no cemitério de Magnolia, Mobile, Alabama.